# Rototuna
Der Rototuna, zusammen mit dem Rotoroa vormals The Lakes genannt und so noch in zahlreichen Karten gekennzeichnet, ist ein See im Hastings District der Region Hawke’s Bay auf der Nordinsel von Neuseeland.

## Namensänderung
Die Umbenennung der beiden See erfolgte am 3. März 2022.

## Geographie
Der Rototuna befindet sich rund 100 m nordwestlich angrenzend an den Nachbarsee Rotoroa und am südöstlichen Ausläufer der Kaweka Range. Napier, als nächst größte Stadt, liegt rund 45 km in ostsüdöstliche Richtung und der Mount Ruapehu ist rund 70 km westlich zu finden. Der See besitzt eine Flächenausdehnung von 7,1 Hektar und erstreckt sich über eine Länge von rund 415 m in Südwest-Nordost-Richtung. Seine Breite misst maximal rund 200 m in Nordwest-Südost-Richtung und sein Seeumfang rund 1,2 km.
Gespeist wird der See durch einen kleinen Bach von der Westseite aus und seine Entwässerung findet am nordöstlichen Ende über einen unbenannten Bach in Richtung des Tutaekuri River statt.